# Ficus eumorpha
Ficus eumorpha är en mullbärsväxtart som beskrevs av Edred John Henry Corner. Ficus eumorpha ingår i släktet fikonsläktet, och familjen mullbärsväxter. Inga underarter finns listade i Catalogue of Life.